# اوآن جورکائف
اوآن جورکائف (فرانسوی: Oan Djorkaeff‎؛ زادهٔ ۳۰ آوریل ۱۹۹۷ در میلان) بازیکن فوتبال ارمنی‌تبار اهل فرانسه در پست هافبک است.

## باشگاهی
از باشگاه‌هایی که در آن بازی کرده است می‌توان به باشگاه فوتبال سن-اتین، باشگاه ورزشی مون‌پلیه، باشگاه فوتبال نانت و باشگاه فوتبال سنت میرن اشاره کرد.